# Muelle Vergara
El muelle Vergara es una antigua estructura de uso industrial e hito turístico en la ciudad de Viña del Mar, Región de Valparaíso, Chile. Ocupa un lugar prominente en el borde costero de la Población Vergara, fue construido entre 1893 y 1894 por encargo de la Sociedad Anónima "La Población Vergara", propietaria de los terrenos y de la cual era accionista Salvador Vergara, hijo del fundador de la ciudad, José Francisco Vergara. Fabricado originalmente en la Maestranza de Caleta Abarca por la empresa Lever, Murphy & Co, con planos del ingeniero británico A. Guillemore, fue reparado y reforzado en varias oportunidades. Una adición notoria fue su típica grúa de 62 toneladas, fabricada en Leeds, Inglaterra, por Joseph Booth and Bros Ltd. en 1914, y comprada usada al puerto de Valparaíso en 1937. El muelle fue completamente restaurado en 2016, momento en que se le añaden miradores desde los cuales se puede ver la amplia bahía de Valparaíso.

## Historia

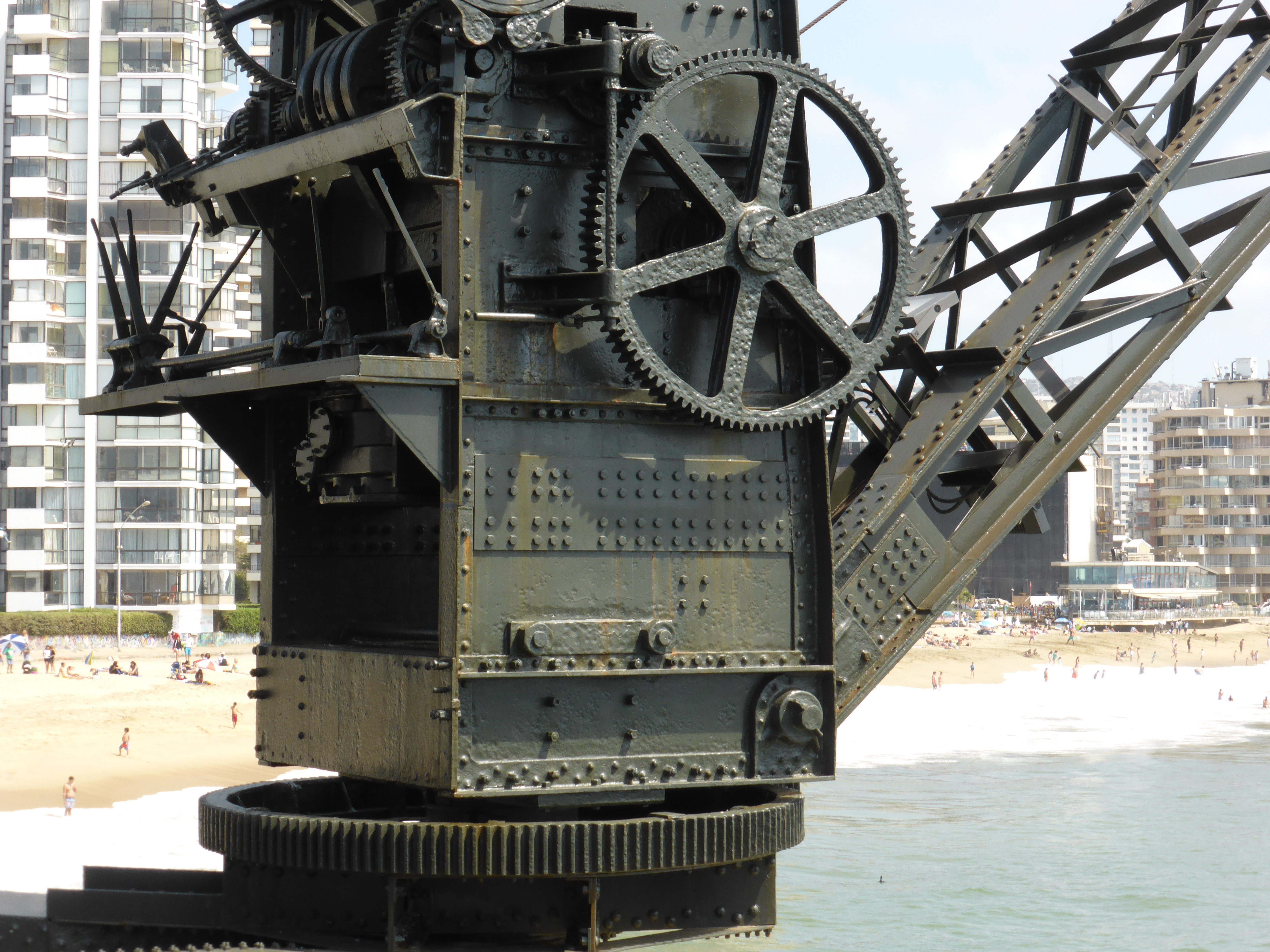
Detalle de la gran grúa del Muelle Vergara.

La historia de este muelle ocurre en paralelo a la historia de la misma Población Vergara en Viña del Mar. Conocido en un principio simplemente como el Muelle de la Población Vergara, en sus primeros años se utilizó como una estructura de servicios de transporte de mercancías dentro de un complejo industrial particular. No pasaron muchos años hasta que la sociedad propietaria del muelle, y sus bodegas, fueran controlados por la Compañía Refinería de Azúcar de Viña del Mar (CRAV), una empresa emblemática en la región. El muelle operó de esta forma hasta cerca 1932 cuando fue expropiado por el fisco, lo que se tradujo simplemente en práctica en fuertes aranceles. Pese a eso fue mejorado, se le instaló su típica grúa y fue nuevamente administrado por particulares que prestaban servicios a diversas empresas cercanas.
Con el declive industrial de Viña del Mar el muelle entró en desuso en los años setenta. En el año 1983 pasó a convertirse en un paseo turístico, transformándose en uno de los puntos más visitados por los turistas en esta zona. Para el año 2000, el Municipio de Viña del Mar lo declaró edificio histórico, un reconocimiento merecido por su importancia en la historia industrial viñamarina. Pese a esto la estructura estuvo abandonada hasta 2014, momento en el cual el fisco decide transformarlo en un paseo costero.

### Construcción
En los primeros años del establecimiento de la Población Vergara en Viña del Mar, la sociedad propietaria de los terrenos decidió compatibilizar un desarrollo industrial junto a la venta de lotes para uso habitación. Se priorizó una zona residencial en torno a la avenida Libertad y el área periférica del loteo se destinó al establecimiento cualquier tipo de industria. Es así como un conocido corredor de la época, Eduardo J.J.H. Sandiford le propuso a los principales accionistas de la Población Vergara, dotar al loteo de un complejo portuario en su borde costero para hacerlo más atractivo a los empresarios porteños. El objetivo era facilitar el transporte de mercancías que se hacía dificultoso por el desvío ferroviario instalado en 1892 para la Cancha de Carreras, actual Valparaíso Sporting Club, también relacionado con la familia Vergara.
Para esto Sandiford ese mismo 1892 tenía un proyecto con planos y estudios elaborado por el ingeniero inglés A. Guillemore para la instalación de un muelle y bodegas en las playas de Viña del Mar, todo conectado a la línea central de Ferrocarriles del Estado. La empresa metalmecánica Lever, Murphy & Co. fue encargada para la fabricación del muelle y desvío, retribuidos posteriormente con acciones de la Compañía de Muelles y Bodegas, y terrenos en la Población Vergara. Se comisionó a esta empresa por su cercanía con las futuras faenas y el hecho de que ya había construido con excelentes resultados un antiguo puente en calle Libertad para la misma Población Vergara, y un muelle propio en Caleta Abarca. Sandiford entonces por su cuenta solicitó ante el Ministerio de Hacienda la concesión de la playa de Viña del Mar para instalar un muelle, y la prolongación del desvío de ferrocarril de la Cancha de Carreras, lo que le fue concedido en 1893.
El proyecto se tradujo en otra sociedad anónima que financiara la construcción del muelle. Este es el origen de la Compañía de Muelles y Bodegas en Población Vergara, que sería una sociedad paralela a la misma Población Vergara S.A, desde que en el directorio y accionistas en ambas figuraban casi las mismas personas. Esta compañía se creó el 28 de octubre de 1893, liderada por Eduardo Sandiford y Francisco Valdés Vergara. Sus principales accionistas fueron La Población Vergara S.A. (16%), Sandiford (15%), Salvador Vergara Álvarez (10%), Fco. Valdés Vergara (5%), Grace y Cía. (5%), Manuel Pardo Correa (3%), Lever, Murphy & Co. (3%), Williamson, Balfour y Cía. (3%), Ismael Valdés Vergara (3%) y la Compañía de Refinería de Azúcar de Viña del Mar (2%). Su capital social era de $ 1 000 000 de pesos dividido en 10 000 acciones. Los estatutos de la sociedad retribuyen a Sandiford con $ 100.000 en acciones por las concesiones y derechos que tenía por el muelle y desvío de ferrocarril.
Formada y autorizada la sociedad, la Cía. de Muelles y Bodegas inició en diciembre de 1893 la construcción de dos complejos de bodegas, un muelle, -en parte el actual Muelle Vergara,- y un desvío de ferrocarril para conectarlos. Dichas bodegas, todas ya desaparecidas, estaban instaladas en dos sectores de la Población Vergara: uno entre las actuales 6 Norte, 1 Norte, 5 Poniente y Av. San Martín, y otro en las cercanías del Muelle. Ambos complejos se conectaron por ferrocarril a la Estación de Viña del Mar a través del puente ferroviario Cancha.
Las faenas del muelle comenzaron en enero de 1894 y se prolongaron hasta febrero de 1895, para entregarse a servicios en marzo de ese año. Originalmente, el muelle tenía 207 metros de largo y 10 de ancho, a una altitud promedio de 7 metros sobre el nivel del mar. En el cabezo la profundidad era de 10 metros, lo que permitiría operar dos grúas sobre barcos de mediano calado. Su superestructura pesaba 900 toneladas de fierro, soportada por un sistema de fundaciones de 22 pilares cilíndricos de fierro rellenos con concreto. Los pilares variaban entre 12 metros de largo en la playa a 30 metros de largo en cabezo. Estos últimos pesaban 1.000 toneladas  empotrados unos 13 metros en el suelo marino, y el resto en proporción. En la playa el muelle descansaba sobre un estribo de 5 pilares metálicos de 1,68 metros de diámetro, también rellenos. En total se utilizaron unos 200.000 remaches en toda la obra, la que costó USD$ 400.000 de la época. Los ingenieros del proyecto fueron A. Guillemore y R. Tolson, ambos ingleses, el primero contratado ex profeso por Sandiford para el proyecto, el segundo como supervisor, quien además fue el autor del loteo de la Población Vergara y era empleado por la sociedad propietaria.
La empresa constructora Lever, Murphy & Co. reutilizó materiales que disponía para la fabricación de 12 locomotoras de vapor tipo 38 para Ferrocarriles del Estado que finalmente no fueron adjudicadas a la empresa y compradas en el extranjero, por ejemplo, los antiguos pilares eran calderas para locomotora unidas una sobre otra. Recibió como retribución acciones de la Cía. de Muelles y Bodegas, y varios terrenos ubicados en 5 Oriente entre 5 y 4 Norte en la Población Vergara. Sin embargo, lo que en un principio fue un buen negocio para esa empresa se convirtió en tragedia. Uno de los fundadores, don William J. Murphy, sufrió un infarto al corazón de madrugada en medio de la celebración por la adjudicación de las obras. Richard Lever no se recuperaría de la pérdida de su socio y amigo, finalmente vendería su empresa al mismo Eduardo Sandiford en 1906.

### Primera Etapa Industrial

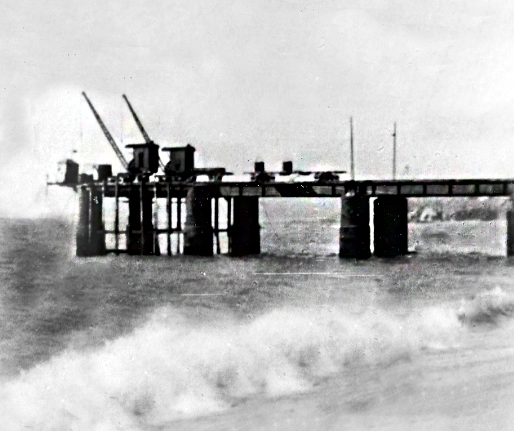
Grúas originales del muelle Vergara

La Cía. de Muelles y Bodegas empezó luego a utilizar su nuevo muelle. Para eso adquirió lanchas, remolcadores, grúas, locomotoras, carros, entre otros. Obtuvo en junio de 1895 la creación de la subdelegación marítima de Viña del Mar, y las mismas barracas que sirvieron para su construcción fueron las primeras bodegas. Sin embargo, los problemas con el muelle no se dejaron esperar, a pocos meses de su inauguración un fuerte temporal de viento y lluvia entre el 12 y 16 de julio de 1895 destruyó el cabezo del muelle junto con 5 pilares arrastrando la única grúa en operación al momento. El muelle fue reparado con aportes de un nuevo accionista, la Cía. Refinería de Azúcar de Viña del Mar. Sin embargo, esta reparación sólo consistió en demoler los 3 pilares que quedaron mar adentro, recortar el muelle a 150 metros de largo, y comprar 2 grúas pequeñas steam crane, que deberían operar por los costados con lanchas por la poca profundidad. El destacado ingeniero Domingo V. Santa María, representante de la empresa constructora Lever, Murphy y Cía, responsabilizó al ingeniero proyectista por hacer economías excesivas en la superestructura y mal calcular los pilares y ola de diseño del muelle.
Otro temporal en 1900 destruyó parcialmente la estructura, dejando sus operaciones reducidas a un 25%, lo que hizo inviable la explotación económica del muelle. En junta de accionistas extraordinaria de 7 de mayo de 1901, la Cía. de Muelles y Bodegas decidió liquidar la sociedad. Esto significó que la familia Vergara ya no tendría injerencia alguna en la propiedad y los negocios del complejo.  
En dicha junta se dijo: 

La falta de capital de explotación y las fuertes deudas contraídas cuando se destruyó una parte del muelle, han hecho estériles todos los esfuerzos encaminados a desarrollar las operaciones de la Compañía. Los escasos elementos de transporte de que puede disponer, apenas han permitido efectuar la cuarta parte del trabajo que el muelle haría en condiciones normales.

El muelle y las bodegas cercanas se traspasaron ahora a la Cía. Marítima de la Población Vergara, cuya propiedad era en un 60% de la Cía. Refinería de Azúcar de Viña del Mar (CRAV). Dicha compañía, creada el 7 de octubre de 1901, era una sociedad anónima donde figuraban en un comienzo sólo la CRAV, Graham Rowe y Cía, Juan J. Jackson y Ramón Palma Besa. Aunque después ingresarían Guillermo Wilms y Miguel Morel. El complejo portuario de hecho no se pudo reparar hasta 1910 cuando el Estado de Chile subsidio su reconstrucción como mejora fiscal. Dado que la maestranza de Caleta Abarca ya no pertenecía a Lever, Murphy & Co; su sucesora la Soc. de Maestranzas y Galvanización no participó de la reconstrucción como era de esperar. De hecho, esta fue adjudicada a Alejandro Davidson, un antiguo mecánico de Lever Murphy, quien reconstruyó algunos pilares y volvió a conectar el muelle con el borde costero.
Curiosamente la Cía. Marítima de Viña del Mar, luego de obtener fondos para la reparación del muelle, fue liquidada por sus socios en 1912. Ese mismo año todas las instalaciones fueron traspasadas a una nueva sociedad llamada ahora Cía. de Muelles de la Población Vergara, sociedad anónima que pertenecía por completo a la CRAV. Esta comenzó pronto a comprar nuevos equipos, como remolcadores, lanchas, carros, entre otros.

## Turismo

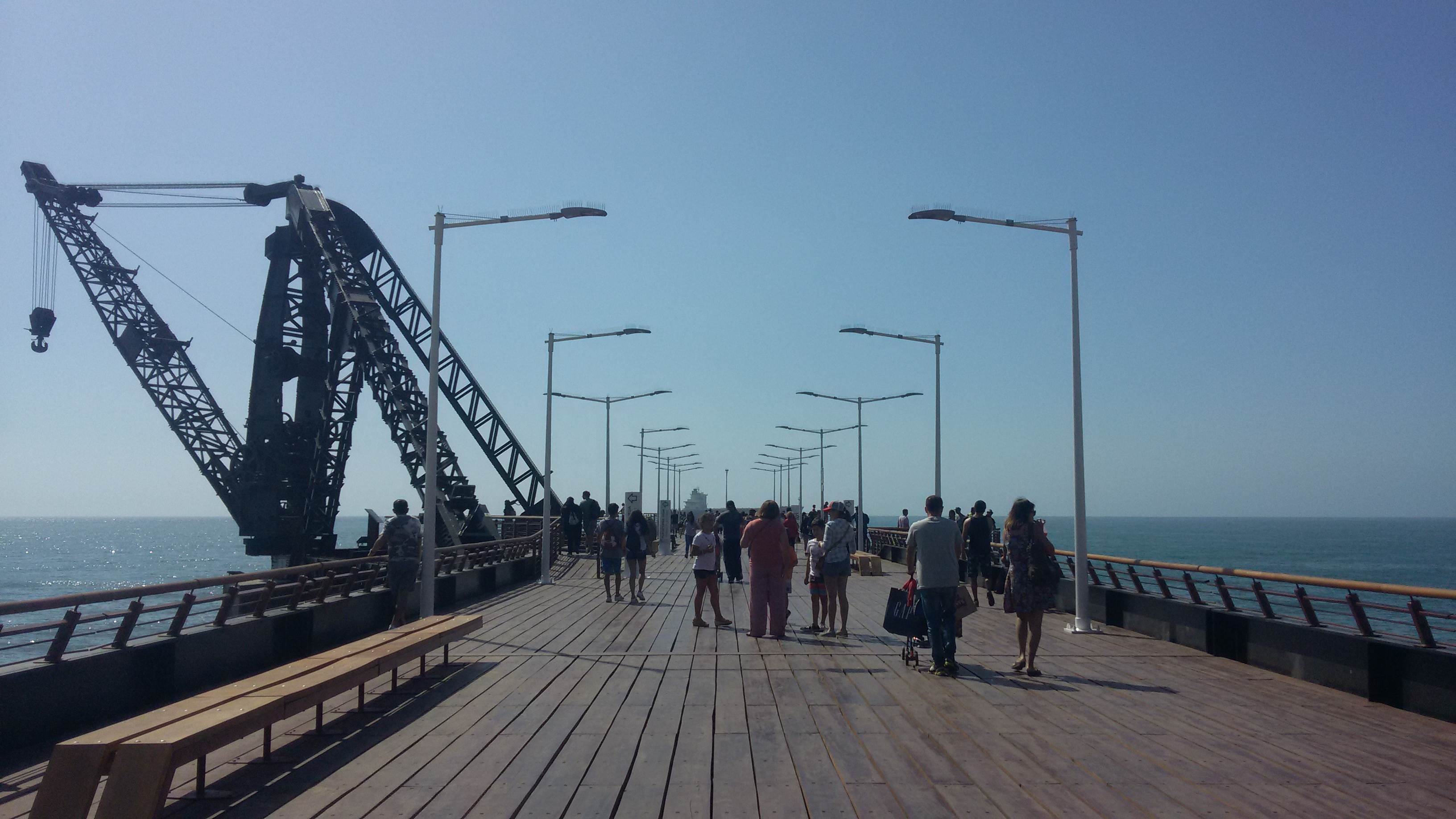
Paseo del muelle en 2016.

Cuando el Muelle Vergara fue remodelado en 1983 se transformó en un hermoso atractivo turístico, paseo, mirador, zona de restaurantes, además de albergar actividades de pesca, y poseer un mirador desde donde se puede ver la amplia bahía de Valparaíso y los alrededores costeros de Viña del Mar. Contaba también con un restaurante y un piano bar, una cafetería, venta de artesanías y heladería.
Pronto se convertiría en un referente del turismo en Viña del Mar, rodeado de las playas Acapulco y El Sol, muy visitada no solo en los meses veraniegos, por su cercanía al centro de la ciudad y a diversos centros de comercio, gastronomía y diversión. Además, se encuentra rodeado de amplios jardines, y una variedad de edificios y hoteles para recibir a los visitantes que cada año concurren a este lugar.
A un costado del muelle se establece una feria artesanal que ofrece variados objetos a los turistas y transeúntes. El borde costero, recientemente remodelado, ahora ofrece ciclovías, y circuitos deportivos. Por las noches, la zona del muelle se iluminaba con llamativas luces que atraían la atención de los turistas por las noches. Muchas de las postales más emblemáticas de nuestra ciudad mostraban con esplendor vistas panorámicas de este muelle y sus alrededores.
Hoy la zona aledaña a este muelle es un punto de encuentro y paseo, frecuentado diariamente por turistas, familias y enamorados.

## Abandono y recuperación
A principios del año 2007 el I. Municipalidad de Viña del Mar obtuvo una concesión marítima para el uso del muelle con la idea desarrollar un proyecto turístico y locales comerciales. Luego se hizo un estudio de ingeniería por RFA Ingenieros Ltda, que arrojó que la estructura del muelle tenía vida útil cero, que podría ceder ante carga pesada, un sismo de magnitud o una gran marejada. Además, la inversión necesaria para su restauración superaba los 3 mil millones de pesos, alejando cualquier iniciativa de inversionistas en el lugar. Ante ese escenario la municipalidad desistió la concesión, dejando el muelle abandonado a su suerte.
En abril del año 2009, una seguida de incendios terminaron por destruir gran parte de los locales que quedaban en el lugar. Entonces, el municipio llamó a licitación para efectuar la demolición de los locales. En febrero del año 2010 sufrió importantes daños estructurales tras el terremoto de Chile de 2010, que posteriormente fueron reparados. El muelle fue reinaugurado el 28 de noviembre de 2016.